# 多瑙沃特
多瑙沃特（德語：Donauwörth，發音：[ˌdoːnaʊˈvøːɐ̯t] ⓘ）是德国巴伐利亚州施瓦本行政区多瑙-里斯县的城市，也是多瑙-里斯县的县治，面积77.04平方千米，2023年12月31日人口为20,108人。
该市位於多瑙河畔，並有沃爾尼茨河匯流。